# NGC 5936
NGC 5936 este o galaxie spirală situată în constelația Șarpele. A fost descoperită în 12 aprilie 1784 de către William Herschel. Se află la o distanță de 55,22 de megaparseci de Pământ.